# Imperium Mali
Imperium Mali – średniowieczne państwo ludu Mande w Afryce Zachodniej istniejące w latach 1235-1645

## Historia
Imperium zostało założone przez Sundiatę Keitę, późniejszego króla (mansę), i słynęło z bogactwa i hojności jego władców. Obejmowało ono większą część zachodniej części regionu Sudan, a na jego terytorium koncentrowały się szlaki handlowe łączące Afrykę północną z krajami subsaharyjskimi.
Szczytowy okres potęgi Mali przypada na okres rządów mansy Kankana Musy I w 1 poł. XIV w. – znany ze swej wyprawy do Mekki i Kairu, przeprowadził podbój szeregu sąsiednich krajów (m.in. Songhaju) a także doprowadził swój kraj do rozkwitu gospodarczego (głównie dzięki handlowi), naukowego i kulturalnego (centrum piśmiennictwa stało się Timbuktu). Imperium Mali miało olbrzymi wpływ na kulturę zachodniej Afryki pozwalając na rozpowszechnienie jego języka, praw i obyczajów wzdłuż rzeki Niger. Z połowy XIV w. pochodzi opis Mali, sporządzony przez arabskiego podróżnika Ibn Battutę. Od tego momentu także datuje się upadek potęgi Mali, którego kluczowymi momentami były porażki w starciach z państwem Songhaj w 2. połowie XV w. i Marokiem pod koniec XVI w.